# Bán hàng khóa sổ

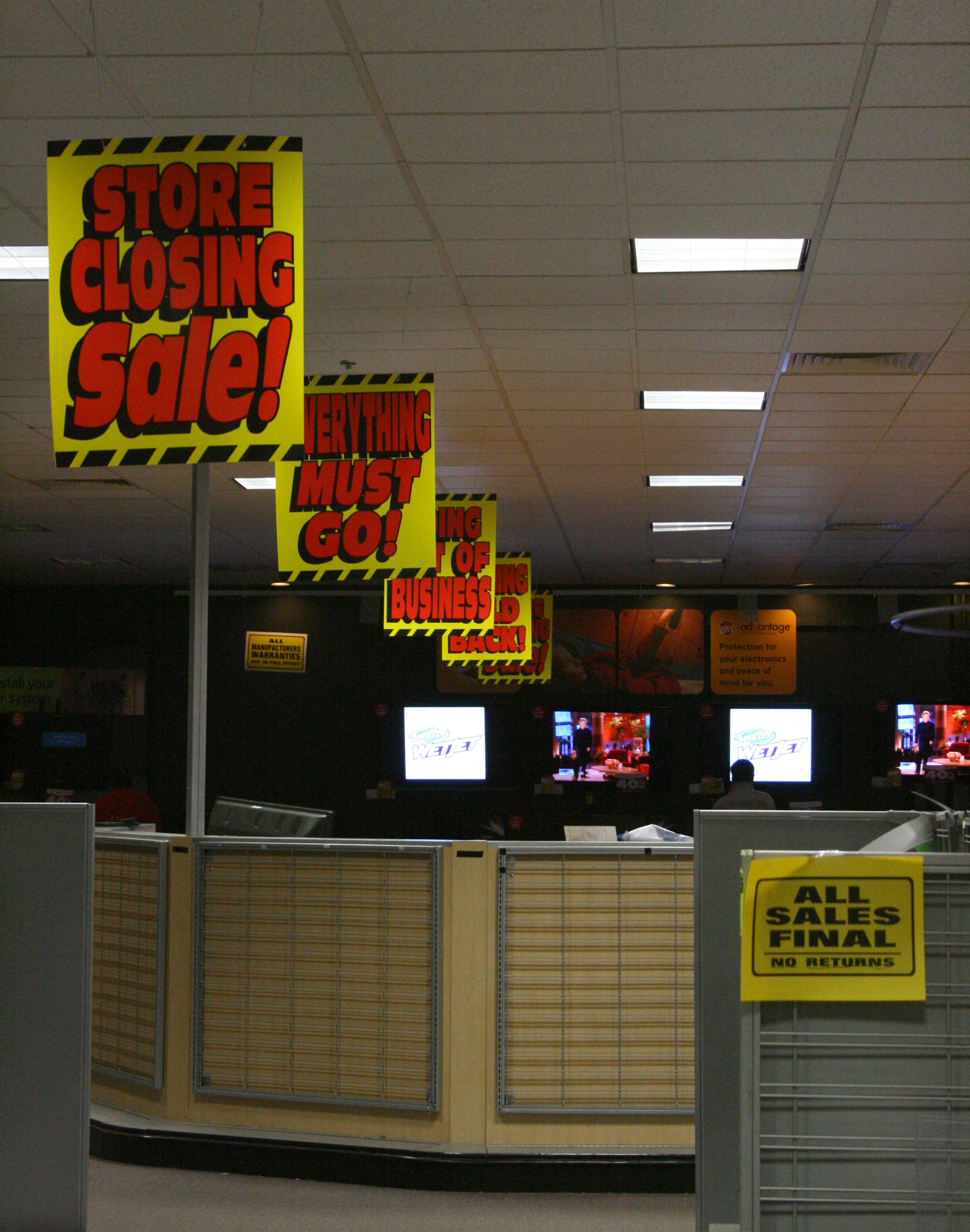
Bán thanh lý tại Circuit City ở Raleigh, Bắc Carolina vào tháng 2 năm 2009

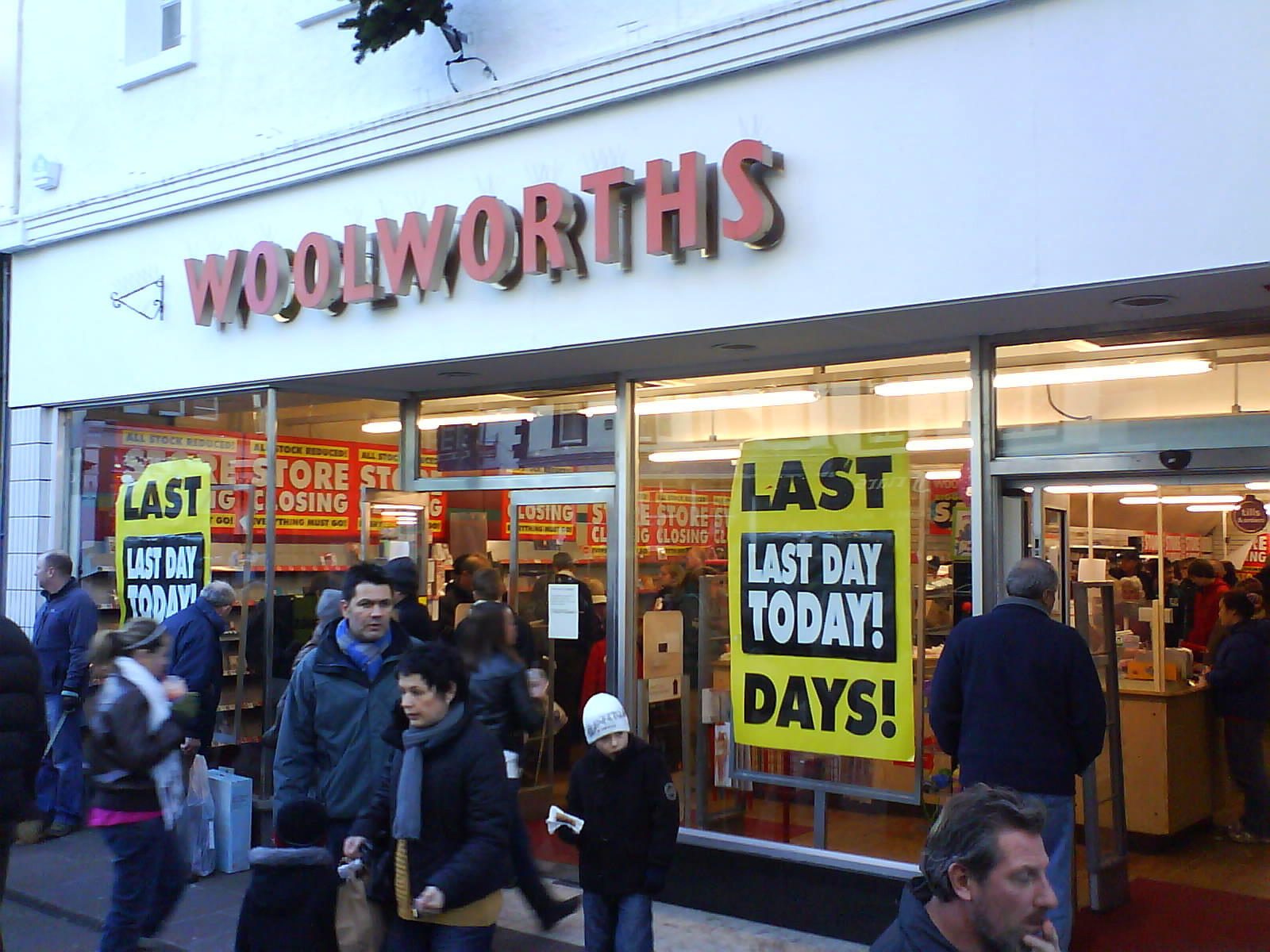
Woolworths tại Keswick vào ngày giao dịch cuối cùng vào tháng 12 năm 2008

Bán hàng khóa sổ hoặc giải phóng mặt bằng là bán hàng giảm giá của hàng tồn kho bằng cách bán lẻ hoặc bán buôn. Có thể là một sản phẩm không bán chạy hoặc nhà bán lẻ đóng cửa vì di dời, hỏa hoạn (bán hàng cháy), đặt hàng quá mức hoặc đặc biệt là do phá sản. Trong trường hợp thứ hai, nó thường được gọi là bán hàng thanh lý hoặc bán thanh lý, và là một phần của quá trình thanh lý. Bán mưa đá là hình thức khóa sổ tại một đại lý xe hơi sau thiệt hại do mưa đá.
Một cửa hàng đang đóng cửa thường sẽ quảng cáo cho khách hàng cơ hội cuối cùng để mua. Tuy nhiên, thường đóng cửa là từ các công ty không thể bán hàng tồn kho của họ, nhà phát minh có ý tưởng không thể bán được hoặc doanh nghiệp cần dòng tiền đến nhanh để trả các khoản nợ như bảng lương hoặc tiền thuê.
Một cửa hàng khóa sổ là một nhà bán lẻ chuyên mua các mặt hàng khóa sổ bán buôn từ những người khác và bán chúng với giá thấp. Big lots là một chuỗi bán lẻ hàng thanh lý nổi tiếng ở Hoa Kỳ, nhưng các cửa hàng khác như TJ Maxx, Ross Dress For Less, Marshalls và Value City cũng rất phổ biến, chuyên về quần áo và đồ gia dụng.

## Hạn chế
Một số hàng hóa giải phóng mặt bằng là không thể trả lại tại một số cửa hàng, vì mục đích là tất nhiên để loại bỏ các mặt hàng. Điều này đặc biệt là trường hợp thanh lý và bán hàng để đóng cửa hàng. Tuy nhiên, tại nhiều khu vực pháp lý như Vương quốc Anh, người tiêu dùng vẫn giữ các quyền thông thường của mình trong khi bán, chẳng hạn như quyền trả lại hàng hóa bị lỗi (theo Đạo luật Bán hàng hóa năm 1979) và quyền trả lại hàng hóa được cấp theo Quy định bán hàng từ xa.
Thay vì lưu trữ hàng hóa cho đến năm sau, hầu như mọi cửa hàng ở Mỹ cũng có doanh số bán hàng giải phóng mặt bằng vào các ngày lễ quốc gia, đôi khi bắt đầu ngay cả trước ngày lễ (đặc biệt là vào Giáng sinh và Halloween). Giảm giá sớm thường khoảng 25%, nhưng có thể lên tới 50%, đặc biệt nếu giá được tăng trước kỳ nghỉ. 50% là phổ biến ngay sau kỳ nghỉ, thường theo sau là 75%, và đôi khi thậm chí 90%. Đây có thể được quảng cáo là "tất cả mọi thứ ông già Noel quên." Đặc biệt tại Canada và Vương quốc Anh, doanh số Boxing Day thu hút rất đông người mua sắm tìm kiếm các giao dịch sau Giáng sinh.
Một số cửa hàng đóng gói hàng hóa trong kỳ nghỉ sau khi giảm giá 50% trong một tuần hoặc lâu hơn, nhưng thường không thể loại bỏ các mặt hàng khỏi kệ trước khi quay trở lại giá thông thường, đặc biệt là nếu các mặt hàng không dễ hỏng. Một số nhà bán buôn bán các mặt hàng "bán hoặc trả lại", theo đó các nhà bán lẻ có thể trả lại các mặt hàng chưa bán cho nhà bán buôn và được ghi có một tỷ lệ chi phí. Người bán buôn sau đó có thể bán lại các mặt hàng cho một cửa hàng đóng cửa với giá giảm. 
Một số khách hàng lưu ý khi các nhà bán lẻ cụ thể thường đánh dấu hàng hóa xuống hơn nữa, hiển thị tại cửa hàng vào ngày đầu tiên để có lựa chọn tốt nhất. Hàng hóa theo mùa (như quần áo mùa đông hoặc đồ nội thất hiên mùa hè) cũng được đưa vào giải phóng mặt bằng để tạo không gian cho cổ phiếu theo mùa mới.
Một số cửa hàng tiết kiệm đã đóng cửa "lăn". Trong trường hợp này, tất cả hàng hóa đưa ra trong một tuần nhất định sẽ được cấp một thẻ màu hoặc một chữ cái để chỉ màu nào nếu mặt hàng được đánh dấu trực tiếp bằng bút chì mỡ. Trong tuần cuối cùng trước khi màu được sử dụng lại, mọi thứ được đánh dấu trong màu đó sẽ được giảm giá, thường là 50%. Vào cuối tuần, tất cả các mặt hàng còn lại có màu thẻ đó sẽ bị xóa khỏi giá. Thông thường có bốn màu, để tất cả hàng hóa được xoay vòng mỗi tháng hoặc lâu hơn. Một số cửa hàng độc lập sử dụng các hệ thống tương tự.
Bán hàng giải phóng mặt bằng thường xảy ra trên giá đỡ được đánh dấu trong các cửa hàng gạch. Các cửa hàng thường đặt hàng hóa trên một "giá giải phóng mặt bằng" và định kỳ giảm giá cho đến khi có người mua nó, như trong một cuộc đấu giá Hà Lan. Quá trình này đã được nhân rộng trên internet. Drop.com không còn tồn tại là trang web giải phóng mặt bằng đầu tiên bắt chước giá giải phóng mặt bằng cửa hàng bán lẻ bằng cách cho phép người bán tự động đánh dấu các mặt hàng của họ cho nhóm người tiêu dùng.